# الرسینگ‌هایزن
الرسینگ‌هایزن (به هلندی: Ellersinghuizen) یک آبادی در هلند است که در فلاخت‌وده واقع شده‌است. الرسینگ‌هایزن ۱۰۰ نفر جمعیت دارد.